# Ceremonia de apertura de los Juegos Olímpicos de Turín 2006

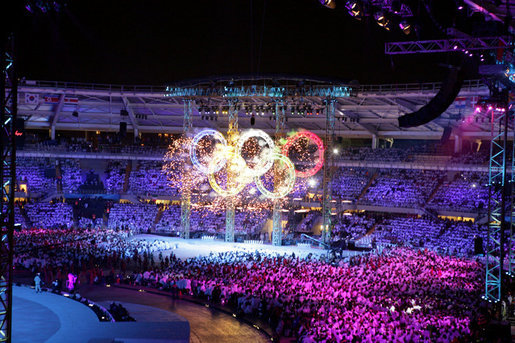
Ceremonia de Apertura de los Juegos Olímpicos de Turín 2006

La ceremonia de apertura de los XX Juegos Olímpicos de Invierno se celebró el 10 de febrero de 2006, en el Stadio Olimpico Torino, ubicado en la ciudad de Turín (Italia).
El evento contó con la presencia de más de 35.000 espectadores en el estadio, caracterizado como la Piazza en representación de las plazas tradicionales de la cultura itálica, y fue transmitida a doscientos países con una cifra que supera los dos mil millones de telespectadores. Más de 6500 voluntarios participaron en el evento.
A las 19:57:45 (CET, UTC+1) se presentó un video que mostraba un resumen de todos los Juegos Olímpicos de Invierno realizados hasta el momento, como una forma de conteo hacia las 20:00, momento en que se dio inicio a la ceremonia. En ese momento, un yunque iluminado en el centro de la Piazza es golpeado con un martillo por el gimnasta Jury Chechi vestido completamente de rojo, representando el progreso industrial y tecnológico de Turín. Con el golpe del martillo, se encienden llamas a lo largo del escenario dando inicio al evento artístico basado en el lema de los juegos
Con el golpe, salen llamas del yunque y se encienden otras alrededor del escenario, siendo seguidas por la irrupción de la música y la entrada de 56 percusionistas. Posteriormente,. dando expresión al lema de los Juegos y motivo principal de este evento: «Passion lives here» («La pasión vive aquí» en inglés).

## Evento artístico
Tras el golpe del yunque y el encendido de las llamas, la música irrumpió en el estado acompañada con la presencia de 56 percusionistas. A continuación, skaters y bailarines de capoeira y breakdance aparecieron en escena y posteriormente 413 artistas realizaron una coreografía con sus piernas, similar al nado sincronizado, a lo largo de toda la Piazza como si fueran olas marinas. Finalmente, los bailarines se reúnen todos en el centro del escenario dando vida a un corazón latiendo. Seis patinadores entran en escena dando vida a las Chispas de Pasión, mientras los bailarines se dispersan. Los velocistas recorren la pista de hielo en torno al escenario, con trajes rojos y con un casco del que salen llamas, a más de 70 km/h.
Posteriormente, se dio inicio a una ceremonia en honor a los pueblos de los Alpes. El rojo predominante en la primera etapa de la ceremonia es reemplazado por el blanco, azul y verde, colores propios del ambiente montañoso. Mientras siete niñas izan las banderas de Alemania, Austria, Eslovenia, Francia, Italia, Liechtenstein y Suiza, siete cornos monumentales son ejecutados. A continuación, comienza a caer nieve en el centro del escenario y aparecen hombres vestidos como árboles que forman un bosque. Alrededor del escenario, 10 estatuas de vacas entran arrastradas por 20 voluntarios junto a grupos de personas vestidos con trajes folclóricos, mientras tres parejas vestidas en trajes blancos con manchas negras bailan vals y el público acompaña la música haciendo sonar cencerros entregados previo al show. Finalmente, cincuenta mujeres entran vestidas como copos de nieve, formando finalmente la imagen de un cristal de hielo en el medio de un estadio.
Tras la representación, un grupo de deportistas italianos ingresan en el estadio junto a la modelo Carla Bruni que porta la bandera de Italia. El grupo, iluminado con luces rojas, blancas y verdes, saluda a las autoridades presentes mientras hace su ingreso el Presidente de Italia, Carlo Azeglio Ciampi y el presidente del Comité Olímpico Internacional, Jacques Rogge. Carla Bruni entrega la bandera a un carabinieri vestido con el uniforme histórico de dicha institución y se dirige al podio central donde iza la bandera. En ese instante, un coro de 82 niñas liderado por la joven de nueve años Eleonora Benetti cantan Il Canto degli Italiani, el himno nacional del país.
Los 413 bailarines vuelven a entrar en escena y comienzan a realizar diferentes coreografías hasta formar la imagen de XX, representando la XX versión de los Juegos Olímpicos. A continuación, los bailarines se colocan capas con los colores olímpicos y se reagrupan dando forma a un esquiador en una monumental coreografía grupal. La figura del esquiador que ocupa la totalidad del estadio comienza a moverse simulando un salto. Posteriormente, regresan las Chispas de Pasión generando humo del cual aparece una estructura metálica rodeada por gimnastas y bailarines. De la estructura comienzan a desprenderse acróbatas mientras aparecen anillos metálicos que se posicionan en la estructura formando los cinco Anillos Olímpicos. La pirotecnia estalla a través de los anillos metálicos, que son iluminados finalmente con sus respectivos colores.

## Parada de las naciones
Tras la iluminación de los Anillos Olímpicos, se dio inicio al desfile de los 80 países competidores en los Juegos. Cada delegación iba presidida por su abanderado y una mujer que portaba el nombre de su país en idioma italiano vestida con un traje blanco diseñado por Moschino. Las delegaciones entraron en orden alfabético a través del portal formado bajo los Anillos iluminados. Siguiendo la tradición, el desfile fue iniciado por Grecia como país fundador de los Juegos y cerrado por la comitiva local. La parada fue acompañada por una mezcla de música de los años 1970 y años 1980.

### Países participantes
|  | Italiano                           | Español                             | COI     | Abanderado                 | N.º Atl. |
|  | Grecia                             | Grecia                              | GRE     | Eleftherios Fafalis        | 5        |
|  | Albania                            | Albania                             | ALB     | Erjon Tola                 | 1        |
|  | Algeria                            | Argelia                             | ALG     | Christelle Laura Douibi    | 2        |
|  | Andorra                            | Andorra                             | AND     | Alex Antor                 | 3        |
|  | Argentina                          | Argentina                           | ARG     | María Belén Simari         | 9        |
|  | Armenia                            | Armenia                             | ARM     | Vazgen Azroyan             | 5        |
|  | Australia                          | Australia                           | AUS     | Alisa Camplin              | 40       |
|  | Austria                            | Austria                             | AUT     | Renate Goetschl            | 85       |
|  | Azerbaijan                         | Azerbaiyán                          | AZE     | Igor Lukanin               | 2        |
|  | Belgio                             | Bélgica                             | BEL     | Kevin Van der Perren       | 4        |
|  | Bermuda                            | Bermudas                            | BER     | Patrick Singleton          | 1        |
|  | Belarus                            | Bielorrusia                         | BLR     | Alexandre Popov            | 28       |
|  | Bosnia e Erzegovina                | Bosnia y Herzegovina                | BIH     | Aleksandra Vasilijevic     | 6        |
|  | Brasile                            | Brasil                              | BRA     | Isabel Clark               | 10       |
|  | Bulgaria                           | Bulgaria                            | BUL     | Ekaterina Dafovska         | 21       |
|  | Canada                             | Canadá                              | CAN     | Danielle Goyette           | 196      |
|  | Repubblica Ceca                    | República Checa                     | CZE     | Martina Sablikova          | 85       |
|  | Cile                               | Chile                               | CHI     | Daniela Anguita            | 9        |
|  | Repubblica Popular Cinese          | República Popular China             | CHN     | Yang Yang                  | 78       |
|  | Cipro                              | Chipre                              | CYP     | Theodoros Christodoulou    | 1        |
|  | Corea Corea del Nord Corea del Sud | Corea Corea del Norte Corea del Sur | PRK KOR | Jong-In Han Bora Lee       | 46 6 40  |
|  | Costa Rica                         | Costa Rica                          | CRC     | Arthur James Barton        | 1        |
|  | Croazia                            | Croacia                             | CRO     | Janica Kostelic            | 24       |
|  | Danimarca                          | Dinamarca                           | DEN     | Dorthe Holm                | 5        |
|  | Estonia                            | Estonia                             | EST     | Eveli Saue                 | 28       |
|  | Etiopía                            | Etiopía                             | ETH     | Robel Teklemariam          | 1        |
|  | Macedonia                          | Macedonia                           | MKD     | Gorgi Markovski            | 3        |
|  | Finlandia                          | Finlandia                           | FIN     | Janne Lahtela              | 102      |
|  | Francia                            | Francia                             | FRA     | Bruno Mingeon              | 89       |
|  | Georgia                            | Georgia                             | GEO     | Vakhtang Murvanidze        | 3        |
|  | Germania                           | Alemania                            | GER     | Kati Wilhelm               | 164      |
|  | Giaponne                           | Japón                               | JAP     | Joji Kato                  | 112      |
|  | Gran Bretagna                      | Gran Bretaña                        | GBR     | Rhona Martin               | 40       |
|  | Hong Kong, Cina                    | Hong Kong, China                    | HKG     | Yueshuang Han              | 1        |
|  | India                              | India                               | IND     | Neha Ahuja                 | 4        |
|  | Iran                               | Irán                                | IRI     | Saveh Shemshaki            | 2        |
|  | Irlanda                            | Irlanda                             | IRL     | Bruno Mingeon              | 4        |
|  | Islanda                            | Islandia                            | ISL     | Dagny Kristjansdottir      | 5        |
|  | Isole Vergini Statunitensi         | Islas Vírgenes Estadounidenses      | ISV     | Anne Abernathy             | 1        |
|  | Israele                            | Israel                              | ISR     | Galit Chait                | 5        |
|  | Kazakistan                         | Kazajistán                          | KAZ     | Alexandr Koreshkov         | 56       |
|  | Kenya                              | Kenia                               | KEN     | Phillip Booit              | 1        |
|  | Kirghizistan                       | Kirguistán                          | KGZ     | Ivan Borisov               | 1        |
|  | Lettonia                           | Letonia                             | LAT     | Arturs Irbe                | 58       |
|  | Líbano                             | Líbano                              | LIB     | Edmond Keiroue             | 3        |
|  | Liechtenstein                      | Liechtenstein                       | LIE     | Jessica Walter             | 6        |
|  | Lituania                           | Lituania                            | LTU     | Vida Venciene              | 7        |
|  | Lussemburgo                        | Luxemburgo                          | LUX     | Fleur Maxwell              | 1        |
|  | Madagascar                         | Madagascar                          | MAD     | Mathieu Razanakolona       | 1        |
|  | Moldavia                           | Moldavia                            | MDA     | Natalia Levtchenkova       | 7        |
|  | Monaco                             | Mónaco                              | MON     | Patrice Servelle           | 4        |
|  | Mongolia                           | Mongolia                            | MGL     | Khurel Baatar Khash-Erdene | 2        |
|  | Nepal                              | Nepal                               | NEP     | Dachhiri Sherpa            | 1        |
|  | Norvegia                           | Noruega                             | NOR     | Paal Trulsen               | 81       |
|  | Nuova Zelanda                      | Nueva Zelanda                       | NZL     | Sean Becker                | 18       |
|  | Paesi Bassi                        | Países Bajos                        | NED     | Jan Bos                    | 35       |
|  | Polonia                            | Polonia                             | POL     | Jagna Marczulajtis         | 48       |
|  | Portogallo                         | Portugal                            | POR     | Danny Silva                | 1        |
|  | Romania                            | Rumania                             | ROM     | Chiper Gheorghe            | 25       |
|  | Russia                             | Rusia                               | RUS     | Dmitry Dorofeev            | 178      |
|  | San Marino                         | San Marino                          | SMR     | Marino Cardelli            | 1        |
|  | Senegal                            | Senegal                             | SEN     | Leyti Seck                 | 1        |
|  | Serbia e Montenegro                | Serbia y Montenegro                 | SCG     | Jelena Lolovic             | 6        |
|  | Slovacchia                         | Eslovaquia                          | SVK     | Walter Marx                | 62       |
|  | Slovenia                           | Eslovenia                           | SLO     | Brankovic Tadeja           | 42       |
|  | Spagna                             | España                              | ESP     | María José Rienda          | 16       |
|  | Stati Uniti                        | Estados Unidos                      | USA     | Chris Witty                | 211      |
|  | Sudáfrica                          | Sudáfrica                           | RSA     | Alexander Heath            | 3        |
|  | Svezia                             | Suecia                              | SWE     | Anja Parson                | 112      |
|  | Svizzera                           | Suiza                               | SUI     | Philipp Schoch             | 143      |
|  | Tagikistan                         | Tayikistán                          | TJK     | Andrei Drygin              | 1        |
|  | Taipei Cinese                      | China Taipéi                        | TPE     | Chih-Hung Ma               | 1        |
|  | Tailandia                          | Tailandia                           | THA     | Praway Nagvajara           | 1        |
|  | Turchia                            | Turquía                             | TUR     | Tugba Karademir            | 6        |
|  | Ucraina                            | Ucrania                             | UKR     | Natalia Yakushenko         | 53       |
|  | Ungheria                           | Hungría                             | HUN     | Rozsa Darazs               | 20       |
|  | Uzbekistan                         | Uzbekistán                          | UZB     | Kayrat Ermetov             | 4        |
|  | Venezuela                          | Venezuela                           | VEN     | Wernet Hoeger              | 1        |
|  | Italia                             | Italia                              | ITA     | Carolina Kostner           | 184      |

Nota: el número de atletas corresponde al de los deportistas que participaron en la ceremonia inaugural, por lo que no necesariamente representa el número de atletas participantes en los Juegos por delegación.

## Arte italiano
Tras la Parada, se realizaron nuevas representaciones artísticas. Frente a los dos mil atletas ubicados en el centro del escenario, un actor representa a Dante Alighieri que les lee un pasaje de "La Divina Comedia" (Inferno, XXVI) con un libro de cuatro metros de altura. Posteriormente, 100 personas entran y flamean banderas alrededor de los deportistas.
El estadio es convertido a continuación en un teatro en que se representan pasajes de la historia del país. Sobre la pista central se ubican distintas representaciones del Renacimiento y el Barroco, con jardines, cortes, músicos y pintores de dichas épocas. Al centro emerge finalmente, la modelo checa Eva Herzigová en una concha representando El nacimiento de Venus, obra del pintor Sandro Botticelli. El espectáculo se cierra con acróbatas y fuegos artificiales y se da inicio a una nueva etapa llamada "Del futurismo al futuro" caracterizada con "El héroe futurista" interpretado por Roberto Bolle y una estatua dorada de Umberto Boccioni. Bailarinas de ballet se ubican en la escena y pronto la música se convierte en techno y "el héroe futurista" se transforma en "el héroe del futuro". Nuevamente, el estadio se llena con bailarines al ritmo de la música electrónica en torno al héroe del futuro, representando la modernidad y la avanzada tecnológica. Al finalizar esta parte del show, un auto Ferrari de la Fórmula 1 aparece en medio del escenario y, conducido por Luca Badoer, realiza diversos giros en la pista de hielo, dando cierre al evento artístico.

## Ceremonia
Tras la presentación artística, el presidente del Comité Organizador, Valentino Castelliani se dirigió al centro del estadio donde se ubicaba un podio rodeado por los atletas competidores. Allí, pronunció el discurso inaugural donde afirmó que "Turín es la capital mundial del deporte". Castelliani fue seguido por Jacques Rogge, Presidente del Comité Olímpico Internacional, que habló en italiano, inglés y francés. Al dirigirse a los atletas los alentó a mantenerse alejados del dopaje y a que recordaran que "sus logros inspirarán y motivarán a las futuras generaciones". De igual forma, Rogge rogó por la paz mundial: "Nuestro mundo tiene hoy necesidad de paz y hermandad, los valores de los Juegos Olímpicos". Finalmente, el suizo expresó que "espero que estos Juegos se realicen en paz siguiendo el verdadero espíritu de la Paz Olímpica". Tras los dos discursos, el presidente Ciampi declaró oficialmente inaugurados los XX Juegos Olímpicos de Invierno.
Con Aida de Giuseppe Verdi de fondo, la bandera olímpica hizo su ingreso siendo portada por ocho mujeres: la actriz italiana Sophia Loren, la actriz estadounidense Susan Sarandon, la escritora chilena Isabel Allende, la atleta marroquí Nawal El Moutawakel (la primera mujer africana en ganar una medalla de oro), la keniata ganadora del Premio Nobel de la Paz Wangari Maathai, la esquiadora italiana Manuela Di Centa, la medallista de oro mozambiqueña María Mutola y la activista camboyana Somaly Mam. Tras ingresar al Estadio Olímpico, la bandera fue entregada a ocho miembros de los Alpini, cuerpos de élite de la infantería italiana. Mientras la bandera es izada, el Himno Olímpico es interpretado y los delegados nacionales colocan sus banderas formando un círculo alrededor de los atletas. Finalmente, es interpretado el himno oficial del evento, compuesto por el cantautor Claudio Baglioni.
Tras el Juramento Olímpico de los atletas y jueces realizados por Giorgio Rocca y Fabio Bianchetti, respectivamente, se dio inicio a la parte final del evento en homenaje a la paz mundial. 28 acróbatas formaron en el aire la imagen de una paloma, mientras los espectadores encendieron linternas entregadas previamente por los organizadores. Finalmente, Yōko Ono leyó un poema llamando a la paz y Peter Gabriel interpretó "Imagine" de John Lennon.

## Encendido de la Antorcha

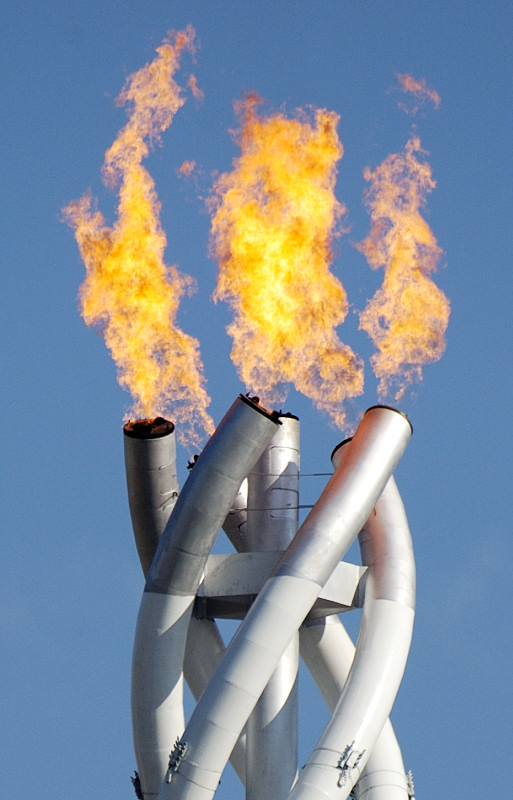
La Llama Olímpica en el Stadio Olimpico Torino

La Antorcha Olímpica entró de la mano del esquiador Alberto Tomba, el favorito para el encendido de la Llama Olímpica en el estadio. Mientras era aclamado por la multitud, Tomba ingresó a través de los Anillos luminosos. Sin embargo, contrario a lo que todos esperaban, Tomba entregó la antorcha a los cuatro hombres que ganaron los relevos 4 x 10 km de esquí de fondo en los Juegos Olímpicos de Lillehammer 1994, Maurilio De Zolt, Marco Albarello, Giorgio Vanzetta y Silvio Fauner. Ellos luego la entregaron a Piero Gros que se la entregó a Deborah Compagnoni. Finalmente, ésta se lo entregó a la esquiadora Stefania Belmondo. Ovacionada por los espectadores, Belmondo recorrió la pista central a través de los atletas antes de llegar a un aparato curvo. Allí, Belmondo mostró la antorcha a la multitud y la acercó finalmente al aparato que encendió una serie de fuegos artificiales en torno a ella, luego alrededor de la audiencia, iniciando una explosión en cadena que llegó hasta el pebetero Olímpico, encendiéndose éste a una altura de 57 metros (el más alto en la historia de los Juegos) con cinco llamas de cinco metros de altura cada una.
Una gran cortina roja de luces aparece bajo el Pebetero. Al abrirse aparece la imagen de una ópera liderada por Luciano Pavarotti que interpreta el aria "Nessun Dorma" de la ópera "Turandot" del italiano Giacomo Puccini. Nuevos fuegos de artificio son lanzados en el estadio para cerrar la Ceremonia de Apertura de los Juegos.